# گورستان قنات ابراهیم
قبرستان قنات ابراهیم مربوط به دوره صفوی - دوره قاجار است و در شهرستان سرچهان، بخش باغ صفا، دهستان جشنی، ۲۰۰ متری شمال روستای قنات ابراهیم واقع شده و این اثر در تاریخ ۱ مرداد ۱۳۸۶ با شمارهٔ ثبت ۱۹۲۹۹ به‌عنوان یکی از آثار ملی ایران به ثبت رسیده است.